# انتروتوکسین
انتروتوکسین (به انگلیسی: enterotoxin) نوعی اگزوتوکسین پروتئینی بوده که توسط یک میکروارگانیسم آزاد و سلول‌های روده را هدف قرار می‌دهد. این پروتئین‌ها می‌توانند توسط ژنوم اصلی ارگانیسم یا پلاسمید رمزگذاری شوند. انتروتوکسین‌ها حساس به حرارت (بیش از ۶۰⁰)، دارای وزن مولکولی کم و محلول در آب هستند. آنها اغلب قابلیت سیتوتوکسیک دارند و با تغییر در نفوذپذیری غشای سلول‌های مخاطی (اپیتلیال) موجود در دیواره روده، آنها را از بین می‌برند. انتروتوکسین‌ها عمدتاً بر منافذ سلولی عمل می‌کنند (بیشتر منافذ عبور دهند یون کلرید) که توسط باکتری‌ها ترشح و در نزدیکی منافذ در غشای سلولی در کنار یکدیگر جمع و مرگ سلول‌ها را ایجاد می‌کنند.

## اهمیت بالینی
انتروتوکسین‌ها تأثیر مشخصی بر دستگاه گوارش دارند و باعث اسهال مسافران و مسمومیت غذایی می‌شوند. عملکرد این پروتئین منجر به افزایش نفوذپذیری یون کلرید در غشای سلول‌های مخاطی روده می‌گردد. این منافذ غشایی با افزایش cAMP یا با افزایش غلظت یون کلسیم در داخل سلولی فعال می‌شوند. تشکیل منافذ تأثیر مستقیمی بر اسمولاریته محتویات مجرای روده دارد. افزایش نفوذپذیری کلرید منجر به نشت مواد به داخل لومنِ سیتوپلاسم و به دنبال آن حرکت سدیم و آب می‌شود. این مسئله در هنگام ترشح انتروتوکسین سبب ایجاد اسهال ترشحی در عرض چند ساعت می‌شود. چندین ارگانیسم میکروبی مانند استافیلوکوکوس اورئوس و اشرشیا کلی حاوی انتروتوکسین لازم برای ایجاد چنین اثری هستند.
داروی لیناکلوتید که برای درمان برخی از اشکال یبوست استفاده می‌شود، بر اساس مکانیسم انتروتوکسین‌ها عمل می‌کند.

## طبقه‌بندی و ساختارهای سه بعدی

### باکتریایی
انتروتوکسین‌ها می‌توانند توسط پاتوژن‌های باکتریایی استافیلوکوکوس اورئوس و باسیلوس سرئوس تشکیل شوند و به ترتیب باعث مسمومیت غذایی با استافیلوکوک و بیماری اسهال باسیلوس سرئوس شوند. انتروتوکسین‌های استافیلوکوک و اگزوتوکسین‌های استرپتوکوک خانواده‌ای از سوپرآنتی‌ژن‌های تب‌زای بیولوژیکی و ساختاری را تشکیل می‌دهند. ۲۵ انتروتوکسین استافیلوکوکی (SEs) که عمدتاً توسط استافیلوکوکوس اورئوس تولید می‌شوند، تا به امروز شناسایی شده‌اند و بر اساس حروف الفبا از «SEA تا SEZ» نام‌گذاری می‌گردند. احتمال می‌رود که استافیلوکوک‌هایی غیر از استافیلوکوکوس اورئوس می‌توانند با تشکیل انتروتوکسین‌ها در مسمومیت غذایی استافیلوکوکی نقش داشته باشند. اگزوتوکسین‌های استرپتوکوکی توسط استرپتوکوک پیوژنز تولید می‌شوند. این سموم توانایی اتصال به پروتئین‌های مجموعۀ سازگاری بافتی میزبان خود را دارند. یکی از مشتقات متمایز تر در این خانوادۀ باکتریایی، سم ایجاد کننده شوک سپتیکِ استافیلوکوکوس اورئوس است که تنها اندکی دارای تشابه توالی آمینواسیدی با این گروه است.
همه این سموم دارای یک مارپیچ دوگانه مشابه (پایانه‌های N و C) با یک مارپیچ آلفای طولانی در وسط مولکول هستند که یک بشکه بتا مشخص به نام «مارپیچ الیگوساکارید/اولیگونوکلئوتید» در نزدیکی پایانه-N و یک موتیف بتا در نزدیکی پایانه-C متصل است. آنتروتوکسین B استافیلوکوکی نمونه‌ای از این نوع مارپیچ‌ها به شمار می‌رود. هر سوپرآنتی‌ژن نوع اتصال متفاوتی در زمانی که با گیرنده‌های مولکولی MHC کلاس II یا گیرنده سلول T دچار برهمکنش شود، به خود می‌گیرد.
پایانه گیرنده بتا دارای برخی شباهت‌های ساختاری با موتیف گیرنده بتا موجود در بخش‌های اتصالی به ایمونوگلوبولین، یوبیکوئیتین، 2Fe-2 S، فرودوکسین و فاکتور شروع ترجمه ۳ بوده که توسط پایگاه داده SCOP شناسایی شده‌است.
- کلستریدیوم دیفیسیل
- کلستریدیوم پرفرنجنس (کلستریدیوم انتروتوکسین)[۱۰]
- ویبریو کلرا (سم وبا)[۱۱]
- استافیلوکوکوس اورئوس (استافیلوکوک انتروتوکسین B)[۱۲]
- یرسینیا انتروکولیتیکا
- شیگلا دیسانتری (شیگا توکسین)[۱۱]

### ویروسی
ویروس‌های خانواده‌های رئوویریده، کالیسی و آستروویریده مسئول درصد زیادی از بیماری‌های گوارشی در سراسر جهان هستند. روتاویروس‌ها حاوی انتروتوکسین بوده که در پاتوژنز ویروسی نقش مهمی دارد. NSP4 پروتئینی است که در مرحلهٔ درون سلولی چرخه زندگی ویریون ساخته و تولید آن یکی از فعالیت اولیه در زمان بلوغ ویریون درون سلولی شناخته می‌شود. هنگامی که NSP4 از روتاویروس‌های گروه A جدا (۴ الل آزمایش شده)، تغلیظ و به مدل موش تزریق شد، بیماری اسهالی که توسط عفونت روتاویروس ایجاد می‌شود را شبیه‌سازی کرد. یک احتمالی پاتوژنیک این است که NSP4 یک مسیر انتقال سیگنال را فعال می‌کند که در نهایت منجر به افزایش غلظت سلولی کلسیم و متعاقب آن ترشح کلرید از سلول می‌شود. ترشح یون‌ها از پرزهای پوشاننده روده فشار اسمزی طبیعی را تغییر می‌دهد و از جذب آب جلوگیری می‌کند و در نهایت باعث اسهال می‌گردد.